# Piper fuscescentispicum
Piper fuscescentispicum är en pepparväxtart som beskrevs av C. Dc.. Piper fuscescentispicum ingår i släktet Piper och familjen pepparväxter. Inga underarter finns listade i Catalogue of Life.